# Vaqueros de Bayamón
Los Vaqueros de Bayamón son un equipo de baloncesto que juega en la liga de Baloncesto Superior Nacional (BSN), la máxima categoría en Puerto Rico. El equipo se fundó en 1930, y son los máximos campeones del BSN con 17 títulos, además tienen 9 subcampeonatos. Son considerados por fanáticos y críticos como un equipo de tradición y alta calidad. Además, poseen el récord de la mayor cantidad de campeonatos ganados en línea consecutiva, un total de 5, desde el año 1971-75. El equipo Jugó en la Intercontinental Cup 1973 donde perdieron el título por promedio de puntos.

## Historia
El equipo fue fundado en 1930 en lo que se conocía anteriormente como el Baloncesto Nacional, ahora Baloncesto Superior Nacional (BSN). El nombre original del equipo era "Bayamón". El equipo de Bayamón ganó sus primeros campeonatos en la liga en los años 1933 y 1935 para ser el segundo equipo que gana dos títulos de la liga, fueron guiados por el "Head Coach" profesional Onofre Carballeira. Durante la siguiente década (los años 40) el equipo estuvo inactivo debido a la Segunda Guerra Mundial. En 1954 el equipo estaba compitiendo en la Liga de BSN de nuevo, pero esta vez sería el equipo conocido como los azules de Bayamón. Los Azules no pudo ganar un título en la Liga.
La temporada siguiente el equipo fue renombrado a Los Vaqueros de Bayamón. Este nuevo nombre fue dado por el patrocinador del equipo de la empresa Lácteos Espasas como una referencia a su negocio. No fue hasta 1967 que el equipo podría llegar a las finales contra el equipo de Ponce, en la que los Vaqueros ganaron la serie y su tercer campeonato (por primera vez en 34 años). El equipo estaba empezando a ganar fama de un fuerte competidor en la Liga. En menos de dos años, el equipo pudo repetir su éxito al llegar a la final y conquistó otro título en 1969. El éxito del equipo estaba a punto de llegar a su clímax en los años 70.
Los Vaqueros ganaron cinco campeonatos consecutivos en la liga de 1971-1975. Se convirtieron en el mejor equipo de la liga. Durante su edad dorada (70), el equipo fue dirigido por los entrenadores como: Roy Rubbins, Loche Arte, Lou Rossini, Fufi Santori, Nissalke Tom y Harris Del. Pero la clave de su éxito fue el excelente equipo que era similar al de Puerto Rico equipo de Selección Nacional. En los años 80 una nueva rivalidad estaba teniendo lugar en el BSN en esta ocasión los Vaqueros tuvieron que luchar su campeonato contra el equipo de Guaynabo. Los Vaqueros de Bayamón ganó la serie contra Guaynabo en 1981 dándole su campeonato. Otro logro importante para el equipo era su fanáticos que se cuentan en miles por los 80 y 90. En 1988, guiado por Robert maíz el equipo llegó a la final contra el equipo de Canóvanas y además ganó un campeonato. En los años 90 el equipo tenía un promedio de diez años con dos campeonatos más en 1995 y 1996, ambos en contra de la Leones de Ponce. Estos dos títulos más con Flor Meléndez como director técnico.
A finales de los 90 el equipo estaba a punto de enfrentar una de sus peores décadas desde los años 50, de 1999-2008 el equipo no podía hacerlo en las semifinales, en virtud de esto, la calidad de la franquicia y el prestigio, así como fanes comenzaron a disminuir.
Sin embargo la mayoría de los fans se mantuvo durante todo el año.
En 2009, la franquicia ganó su 14.º campeonato, por lo que se creó un empate con el equipo de los Atléticos de San Germán y los Leones de Ponce con la mayoría de títulos en el BSN, y devolviéndole su prestigio y calidad al equipo una vez más. En la temporada 2010 quedaron subcampeones al ser derrotados por los Capitanes de Arecibo liderados por Elías Ayuso en una apretada serie 4-3 en donde no contaron con los servicios de los jugadores Javier Mojica (Fractura en la mano), Terrence Shannon (fractura en la espalda) y Nathan Peavy (jugando en Europa).
Hoy en día el equipo aún se considera dentro de las mejores marcas en equipos de la división.
Repitieron éxito en 2020, 2022 y 2025, alcanzando los 17 campeonatos ligueros.

## Coliseo Rubén Rodríguez
Rubén Rodríguez – Jugador estelar de los Vaqueros de Bayamón por 23 temporadas donde siempre utilizó el número 15. Debutó en la Liga en el 1969 y totalizó 11,549 puntos y 6,178 rebotes en 631 partidos. Fue parte del equipo vaquero que conquistó cinco títulos de forma consecutiva (1971-75). Estableció varios "récords" en la liga como:
- Puntos de por vida - Rubén Rodríguez - 11,549 puntos
- Rebotes en una temporada - Rubén Rodríguez - 380 (1978)
- Puntos en una temporada - Rubén Rodríguez - 810 (1979)
- Puntos en juego individual - Rubén Rodríguez - 52 (1973)
- Rebotes de por vida - Rubén Rodríguez -  6,178

Rodríguez pasó su carrera entera con el equipo Vaqueros de Bayamón. Con los Vaqueros, que ganó nueve campeonatos nacionales de 1967, 1969, cinco en una fila de 1971 a 1975, una en 1981 y uno en 1988, año en que el equipo inauguró su sede actual, que lleva su nombre, el Coliseo Rubén Rodríguez . También obtuvo el premio MVP en 1979, y, una vez que el tiro de tres puntos se estableció por primera vez en el torneo de Puerto Rico durante la temporada de 1980, él comenzó a hacer disparos desde detrás de la línea de tres puntos también.

## Fanaticada
Los Vaqueros siempre han mantenido una fanaticada grande, sin embargo en la mayoría de la última década (desde 2000-2008) se redujo debido a la falta de éxito o campeonatos. En los años 90 el grupo de fanes de los Vaqueros llegaron más de 10.000 fanes. En la pasada temporada 09 los fanes aumentó a una alta tendencia, ya que el equipo conquistó su 14 campeonato. La asistencia a la final se estimó más de 14.000 aficionados de los que fueron más de 11.000 aficionados de los Vaqueros. El grupo de fanes Vaqueros "es considerado por muchos el más grande de todas las franquicias BSN".

### Rivalidades
Algunas rivalidades importantes durante la historia de este equipo son:
- Los Leones de Ponce (finales de los 60 y 90)
- Vega Baja (franquicia descontinuada) 1933-34
- Los Piratas Quebradillas (a partir de principios de los años 70 hasta finales de los 90 y de nuevo comenzó en 2009)
- Río Piedras (1969)
- Guaynabo Mets (principios de los 80)
- Capitanes de Arecibo (2005,2009-2011,2020-2022)

## Medios

### Radio
La estación principal de los Vaqueros es WIAC 740 AM. WIAC es el buque insignia oficial de la temporada 2021. Los locutores son: Christian Vargas y Raúl Alzaga. Las transmisiones se emiten a través de la regional local de frecuencia AM y Worldwide y a través de Internet. Todos los juegos se transmiten en vivo y las estadísticas de los juegos se proporcionan en la transmisión.

### TV
Las emisiones de TV de los Vaqueros son transmitidos por la liga de BSN en vivo por televisión, que transmite algunos de los juegos más importantes. Los locutores son: Christian Vargas y Raul Álzaga. Los juegos se puede ver en WKAQ Canal 2 y en Youtube, en el canal oficial de los Vaqueros BSN.
Los juegos también se puede ver a través de Internet en BSNPR.com (en vivo) o en la página web del equipo oficial.

## Campeonatos de los Vaqueros de Bayamón
| AÑO  | EQUIPO  | DIRIGENTE                   | SUBCAMPEÓN   |
| ---- | ------- | --------------------------- | ------------ |
| 1933 | Bayamón | Onofre Carballeira          | San Germán   |
| 1935 | Bayamón | Onofre Carballeira          | Vega Baja    |
| 1967 | Bayamón | Roy Rubbins y Fufi Santori  | Ponce        |
| 1969 | Bayamón | Art Loche                   | Río Piedras  |
| 1971 | Bayamón | Art Loche                   | Río Piedras  |
| 1972 | Bayamón | Tom Nissalke y Fufi Santori | Quebradillas |
| 1973 | Bayamón | Del Harris                  | Quebradillas |
| 1974 | Bayamón | Del Harris                  | San Juan     |
| 1975 | Bayamón | Del Harris                  | Quebradillas |
| 1981 | Bayamón | Gene Bartow                 | Guaynabo     |
| 1988 | Bayamón | Robert Corn                 | Canovanas    |
| 1995 | Bayamón | Flor Meléndez               | Ponce        |
| 1996 | Bayamón | Flor Meléndez               | Ponce        |
| 2009 | Bayamón | Julio Toro                  | Quebradillas |
| 2020 | Bayamón | Nelson Colón                | Quebradillas |
| 2022 | Bayamón | Nelson Colón                | San Germán   |
| 2025 | Bayamón | Christian Dalmau            | Ponce        |

## Campeonatos en línea
5: Bayamón posee el récord en el Baloncesto Superior Nacional campeonatos ganados en forma consecutiva: 1971, 1972, 1973, 1974 y 1975.

## Récords del equipo
- Bayamón posee el mejor récord de victorias en una temporada regular con 28-1: (1972). La única derrota fue ante el equipo de los Cangrejeros de Santurce.
- Temporadas jugadas - 79
- Juegos jugados y promedio de victorias - 1,985 / .604
- Juegos ganados en una temporada - 29 (1993)
- Puntos en un juego - Bayamón 143 v. Fajardo 121 (1978)
- Victorias y derrotas - 1,203 - 782
- Victorias consecutivas - 29 en dos temporadas

### Postemporada
Con 34-4, Bayamón ha fallado en clasificar en solo tres ocasiones en los últimos 38 años.